# Barbourula kalimantanensis
Barbourula kalimantanensis, apodada coloquialmente por los científicos como 'barbie', es una especie de anfibio anuro que está amenazada por la pérdida de hábitat debido a la deforestación y las extracciones ilegales de oro que contaminan los ríos con metales pesados.

## Hallazgo
La rana fue redescubierta en el mes de agosto del año 2007 al norte de la Isla de Borneo, en Indonesia, por una expedición formada por biólogos pertenecientes a la Universidad Nacional de Singapur y al Instituto Tecnológico Bandung de Java, ya que se tuvo conocimiento de la existencia de la especie desde 1978 cuando se capturaron dos ejemplares gracias al trabajo del zoólogo indonesio Djoko Iskandar.

## Hábitat y características
Vive en las corrientes rápidas fluviales, y curiosamente es la única especie de rana que carece de pulmones ya que respira a través de la piel, debido a que en el entorno donde habita hay grandes cantidades de oxígeno en el agua.
Su cuerpo está salpicado de manchas negras y amarillas, dispone de un cuerpo aplanado, y tiene los ojos saltones.